# 丸山俊郎
丸山 俊郎（まるやま としろう、1974年〈昭和49年〉10月18日 - ）は、日本の政治家、長野県白馬村長（1期）。
ラグジュアリートラベルガイドアワードの「ホテル支配人世界一」受賞者世界第1号。
2020年東京オリンピック聖火ランナー。

## 来歴
白馬村立白馬中学校、長野県大町高等学校を経て日本大学商学部経営学科を卒業。その後、オリエンタルランド、オーストラリアビーチリゾートワーキングホリデー、六本木ヒルズ外資系証券会社のプライベートジム英語インストラクター等の経験を経て、2009年しろうま荘支配人に就任。
2022年5月、同年7月の白馬村長選挙に立候補を表明。7月10日の投開票の結果、初当選を果たした。2023年10月にはサマルカンドで開催された第25回世界観光機関総会で、白馬村がベスト・ツーリズム・ビレッジに選定され、ズラブ・ポロリカシヴィリ世界観光機関事務局長及び総会議長を務めたアジズ・アブドゥハキーモフウズベキスタン共和国副首相兼観光・環境大臣から記念盾を受け取った。

## 人物
2012年10月、経営するしろうま荘 が旅行業界のアカデミー賞と称されるワールドラグジュアリーホテルアワードで日本初となるグローバルウィナーを受賞し、Luxury Ski Resort世界一の称号を手にして注目を浴びる。
2014年9月より、長野県白馬高校の特別非常勤講師として「観光英語」を担当。
2016年11月7日、ロンドンで開催された、富裕層向け旅行誌ラグジュアリートラベルガイド主催のグローバルアワードセレモニーにおいて、世界第1号となるGeneral Manager of the YearのGlobal Winnerを受賞。
2018年、国際的ホスピタリティ顕彰「ワールドワイド・ホスピタリティアワード」に日本人で初めてノミネートされ、同年11月7日、パリで開催された受賞セレモニーにおいて、「Best Hotelier」部門のグランドファイナルに進出。世界Top3となり「ベストホテリエ」ファイナリストを受賞。
2021年4月1日、東京2020オリンピック聖火リレー長野県白馬村の第一走者を務める。
ジャパンタイムズでは、マルチタレントとして紹介されている。

## 執筆
- 2014年10月、トラベルジャーナル10月13日号巻頭特集「変わるラグジュアリーの概念」（そこにしかない価値体験の提供を)[8]。
- 2016年4月～2017年3月、トラベルジャーナルコラム「ビジネスパーソンの日々雑感」(全12回)[27]。
- 2016年10月、トラベルジャーナル10月10日号巻頭特集「外客受け入れの創意工夫」(客室設備)[28]。
- 2020年12月、トラベルジャーナル12月14日号巻頭特集「富裕層誘致を考える」(誘致は地域に何をもたらすのか)[29]。